# Badaladas (Semana Ilustrada)
Badaladas foi uma coluna publicada pela revista Semana Ilustrada de 20/6/1869 a 19/3/1876, assinada pelo pseudônimo coletivo Dr. Semana, que encobria vários colaboradores, entre eles Machado de Assis. Anteriormente essa seção havia se chamado "Novidades da Semana" (24/4/1864-28/10/1866) e "Pontos e Vírgulas" (4/11/1866-13/6/1869). Como vários escritores compartilhavam o mesmo pseudônimo, diferentes especialistas divergiram sobre quais seriam realmente de Machado de Assis. "Dr. Semana foi um pseudônimo frequente da Semana Ilustrada, revista voltada a charges, caricaturas e sátiras políticas de meados do século XIX, que no dia 20 de junho de 1869 anuncia a mudança do nome da sua coluna para “Badaladas”, em referência a uma campainha até hoje usada na sede do Senado e que era, como diz o próprio colunista, 'o símbolo do parlamentarismo' e do 'sistema representativo'."

## Atribuição das Badaladas a Machado de Assis
Desse modo, a primeira edição das "obras completas" de Machado de Assis, publicada pela editora W. M. Jackson em 1937, incluiu apenas onze badaladas no 3o volume das Crônicas, e Raimundo Magalhães Júnior reuniu 22 badaladas em Contos e crônicas, sempre justificando em notas de rodapé a atribuição daquela crônica a Machado. Por exemplo, a crônica de 25/7/1869 refere-se à "chefia da polícia, que alguns chamam chefatura e outros chefado". Magalhães Júnior observa que Machado viria a discutir essas denominações em outros de seus textos, de 1876, 1893 e 1896. Ou seja, a escolha dos 22 textos do Dr. Semana é acompanhada de "provas" de que o texto foi de fato escrito por Machado de Assis.
Em 2019, a doutora em Letras Sílvia Maria Azevedo, com base em "exame sério e meticuloso" e apesar da "escassez [...] de provas materiais que liguem Machado de Assis a esse grande conjunto de textos", desafiou "nomes consolidados da crítica machadiana" ao atribuir a totalidade das crônicas da seção "Badaladas" a Machado de Assis, reunindo-as em um livro de 1608 páginas publicado pela Nankim Editorial intitulado Badaladas Dr. Semana.
Por outro lado, a Obra Completa de Machado de Assis publicada pela editora Nova Aguilar não inclui a seção "Badaladas", "respeitando os critérios de Galante, uma vez que sob o pseudônimo coletivo 'Dr. Semana' escondiam-se vários autores". A obra Todas as Crônicas: Machado de Assis da editora Nova Fronteira segue o mesmo critério. 